# Avencast: Rise of the Mage
Avencast: Rise of the Mage là một game nhập vai hành động cho Microsoft Windows do hãng ClockStone phát triển và Lighthouse Interactive phát hành vào năm 2007. Game sở hữu hệ thống phép thuật và chiến đấu có hơn 50 phép thuật và khoảng 150 vật phẩm độc đáo có thể được tìm thấy hoặc mua trong thế giới của game.

## Cốt truyện
Game kể về câu chuyện của một học viên nam trẻ tuổi được một pháp sư già nuôi dưỡng và được gửi đến Học viện Avencast để hoàn thành khóa học về phép thuật. Người chơi sẽ vào vai nhân vật này khi anh ta chuẩn bị trải qua bài kiểm tra cuối cùng của mình và nó sẽ diễn ra tại một chỗ gọi là Crystal Caves. Khi trở về học viện, một đoạn phim cắt cảnh cho thấy người anh hùng bị truy đuổi và học viện bị lũ quỷ dữ phá hủy. Cuối cùng anh ta cũng đến được một nơi trú ẩn bên trong học viện, nơi một vài NPC khác đã tự dựng chướng ngại vật để bảo vệ mình. Đây là điểm khởi đầu cho phần chính của câu chuyện, nơi anh ta sẽ khám phá ra tổ tiên của mình và tiết lộ chủ mưu đằng sau cuộc xâm lược học viện này.

## Phát triển
Avencast được bắt đầu như một dự án sở thích để tạo ra một bản sao Diablo kết hợp các yếu tố của các game nổi tiếng khác trong quá khứ. Đó là bản phát hành trò chơi đầu tiên của ClockStone và mất khoảng bốn năm để hoàn thành. Trò chơi được hoàn thành với một đội ngũ tương đối nhỏ - CEO của ClockStone đã viết phần lớn bản thân game engine bằng ngôn ngữ C++. Các thành viên trong nhóm ClockStone có ít hoặc không được học hành bài bản trong lĩnh vực phát triển game.
Kể từ khi phát hành Avencast, ClockStone đã phát hành các công cụ phát triển, cho phép người hâm mộ xây dựng các màn chơi hoặc sửa đổi nội dung trò chơi.

## Đón nhận
Trang web tổng hợp kết quả đánh giá Metacritic đã trao cho game số điểm là 68/100, dựa trên 11 đánh giá. Các hiệu ứng phép thuật và hệ thống chiến đấu tương tác, xuất phát từ giao diện trỏ và nhấp thông thường của các game nhập vai đương thời, đã được sự công nhận. RPGFan lại trao cho Avencast số điểm 81%.
GameZone kết thúc với xếp hạng 7.8.
Trên GameSpot thì trò chơi đạt được số điểm là 7.5. IGN chấm cho game số điểm 7.0.